# Bayelsa United FC
El Bayelsa United FC es un equipo de fútbol de Nigeria que juega en la Liga Nacional de Nigeria, la segunda liga de fútbol más importante del país.

## Historia
Fue fundado en el año 2000 en la ciudad de Yenagoa, ciudad conocida por ser muy lluviosa. Posee una fuerte rivalidad con el Ocean Boys FC.
Ha salido campeón de liga en 1 ocasión en el año 2009, con la mala suerte de que su capitán Abel Tador fue asesinado por unos asaltantes horas después de ganar el título.
Ha participado 3 veces a nivel internacional, destacando en la Copa Confederación de la CAF 2009, donde llegó a las semifinales.
Descendió en la temporada siguiente agobiado por las deudas, declarando jugadores en libertad de jugar con quien quisieran.

## Palmarés

### Torneos Nacionales (3)
- Liga Premier de Nigeria (1): 2008-09
- Copa de Nigeria (1): 2020-21
- Supercopa de Nigeria (1): 2009

## Participación en competiciones de la CAF
| Temporada | Torneo                       | Ronda          | Club                   | Casa | Visita | Global    |
| --------- | ---------------------------- | -------------- | ---------------------- | ---- | ------ | --------- |
| 2009      | Copa Confederación de la CAF | 1              | Club 57 Tourbillon     | 1-0  | 0-0    | 1-0       |
| 2009      | Copa Confederación de la CAF | 2              | Aigle Royal Menoua     | 5-0  | 0-1    | 5-1       |
| 2009      | Copa Confederación de la CAF | 3              | KCC                    | 4-0  | 1-3    | 5-3       |
| 2009      | Copa Confederación de la CAF | Fase de grupos | Haras El Hodood        | 2-0  | 0-1    | 2.º lugar |
| 2009      | Copa Confederación de la CAF | Fase de grupos | Primero de Agosto      | 4-0  | 1-3    | 2.º lugar |
| 2009      | Copa Confederación de la CAF | Fase de grupos | Stade Malien           | 1-2  | 1-0    | 2.º lugar |
| 2009      | Copa Confederación de la CAF | Semifinales    | ES Sétif               | 1-1  | 0-1    | 1-2       |
| 2010      | Liga de Campeones de la CAF  | Preliminar     | Gazelle FC             | 2-2  | 0-1    | 2-3       |
| 2021/22   | Copa Confederación de la CAF | 1              | AS Ashanti Golden Boys | 4-2  | 1      | 4-2       |
| 2021/22   | Copa Confederación de la CAF | 2              | CS Sfaxien             | 1-0  | 0-4    | 1-4       |

1- La serie se jugó a partido único debido al Golpe de Estado en Guinea de 2021.

## Cuerpo técnico
- Entrenador: Monday Odigie
- Asistente del Entrenador: Daniel Obiri
- Entrenaodr de Porteros: Kwame Apians
- Fitness CoachPreparador Físico: Ajasa Owonaru
- Oficial de Medios: Ebi Avi

## Jugadores

### Jugadores destacados
- Bassey Akpan
- Aruwa Ameh
- Gift Atulewa
- Monday James
- Chibuzor Okonkwo
- Bernard Okorowanta
- Abel Tador

## Ex Entrenadores
- Alphonsus Dike
- Jossy Dombraye

## Propietarios Anteriores
- Kali Gwegwe
- Henry Nwosu